# Piero Chiambretti

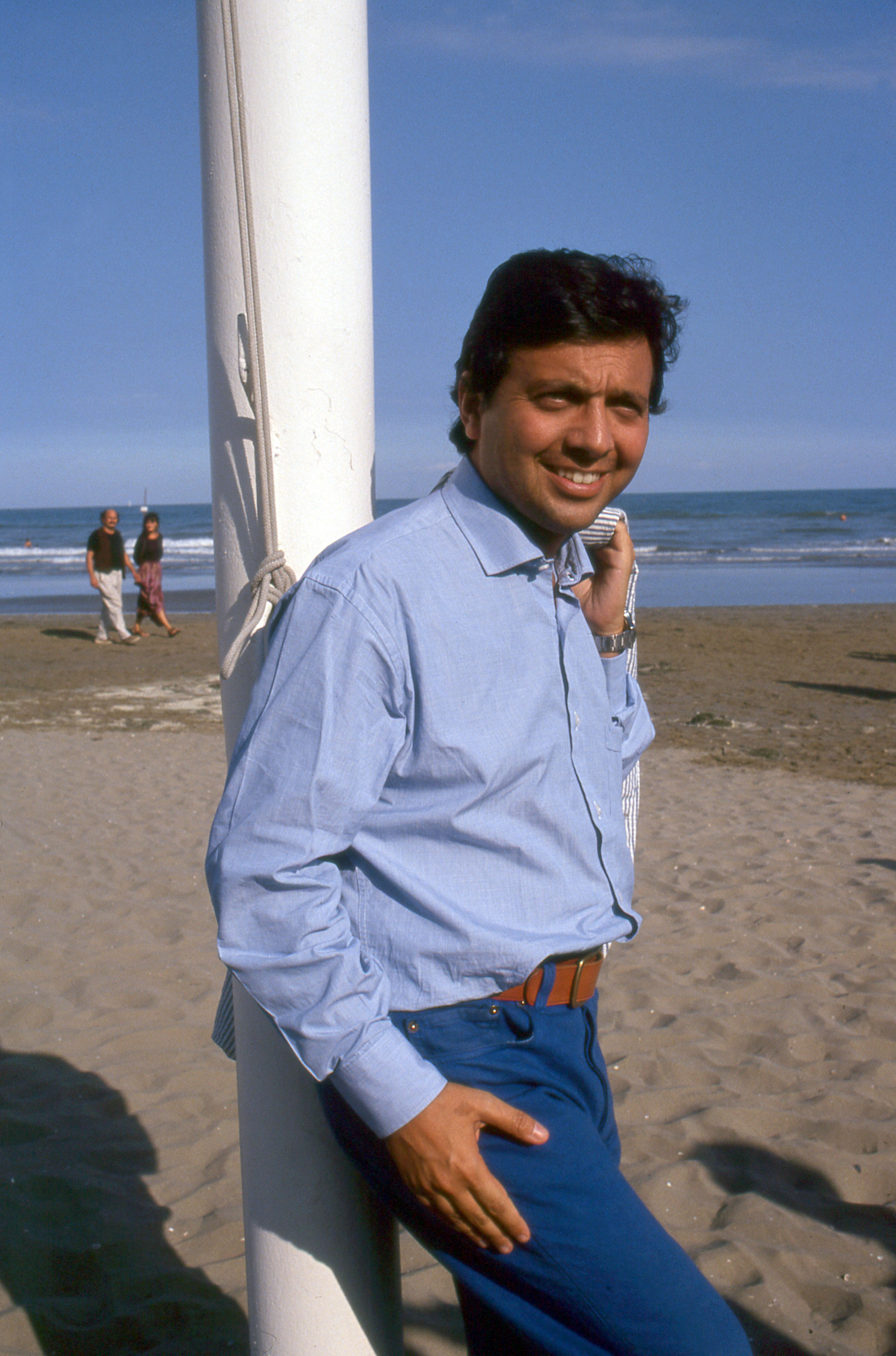
Piero Chiambretti, 1990

Piero Chiambretti (* 30. Mai 1956 in Aosta) ist ein italienischer Fernsehregisseur.

## Leben
Chiambretti begann seine Laufbahn beim Privatradio und -fernsehen. 1987 gelang ihm bei Rai 3 der Durchbruch, für welchen Sender er neben Va' pensiero in vielen anderen Formaten seine studentischen, sarkastischen, provokativen Charaktere in Szene setzte. Im Laufe der Jahre zeichnete er für zahlreiche sehr erfolgreiche Sendungen verantwortlich, so u. a. die Fußball-Satiresendung Prove tecniche di trasmissione 1989/1990, das Sanremo-Festival 1997, 2001 die nach ihm benannte Show Chiambretti c’è; für La7 in den Jahren 2004/2005 Markette – Tutto fa brodo in TV und seit 2009 Chiambretti Night.
Chiambretti gewann von 2006 bis 2009 vier Mal in Folge den italienischen Fernsehregiepreis.
2001 arbeitete er als Regisseur für das Kino mit Ogni lasciato è perso.

## Filmografie (Auswahl)
- 2001: Ogni lasciato è perso